# Vitinha (calciatore 1986)
Vítor Tiago de Freitas Fernandes – noto solo come Vitihna – (Guimarães, 11 febbraio 1986) è un calciatore portoghese, centrocampista del Metalurgistul Cugir.

## Palmarès

### Club

#### Competizioni nazionali
- Campionato bulgaro: 6

Ludogorets: 2011-2012, 2012-2013, 2013-2014, 2014-2015, 2015-2016, 2016-2017
- Coppa di Bulgaria: 2

Ludogorets: 2011-2012, 2013-2014
- Supercoppa di Bulgaria: 2

Ludogorets: 2012, 2014